# Sarangi

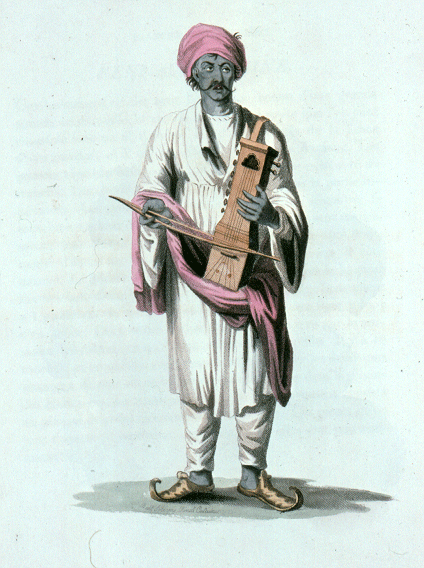
Kolorierte Zeichnung eines bengalischen Sarangi-Spielers von François Balthazar Solvyns. Erstmals veröffentlicht 1796

Sarangi (von persisch سارنگى, DMG Sārangī, auch سارنجى, DMG Sāranǧī, ‚wie ein kleiner schwarzer Vogel‘) ist das am weitesten verbreitete Streichinstrument in Nordindien und Pakistan. Zur Gruppe der sarangi gehören Varianten, die in der Volksmusik und in der klassischen indischen Musik gespielt werden.

## Bauform und Spielweise
Allgemeine Kennzeichen der Instrumentengruppe sarangi sind: 
Sie werden aus einem Holzblock geschnitten; der einteilige Resonanzkörper ist mit einer Tierhaut überzogen, auf der sich der Steg befindet; der Hals hat keine Bünde; das Instrument wird in senkrechter Position gespielt.

### Klassische Sarangi

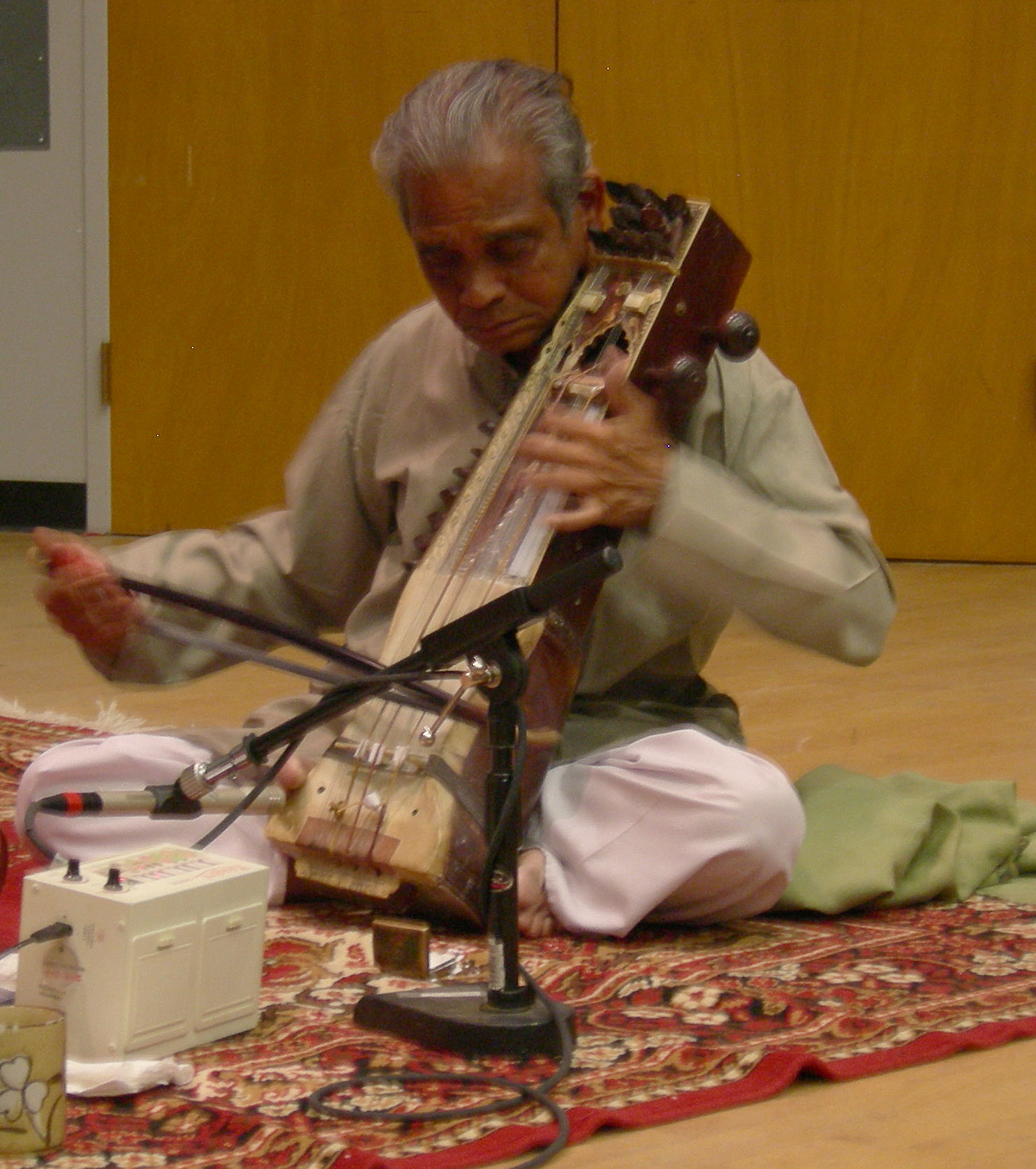
Anant Kunte (* 1930) begleitet die Sängerin Shruti Sadolikar bei einem Konzert an der Universität Washington, Seattle, Juli 2007.

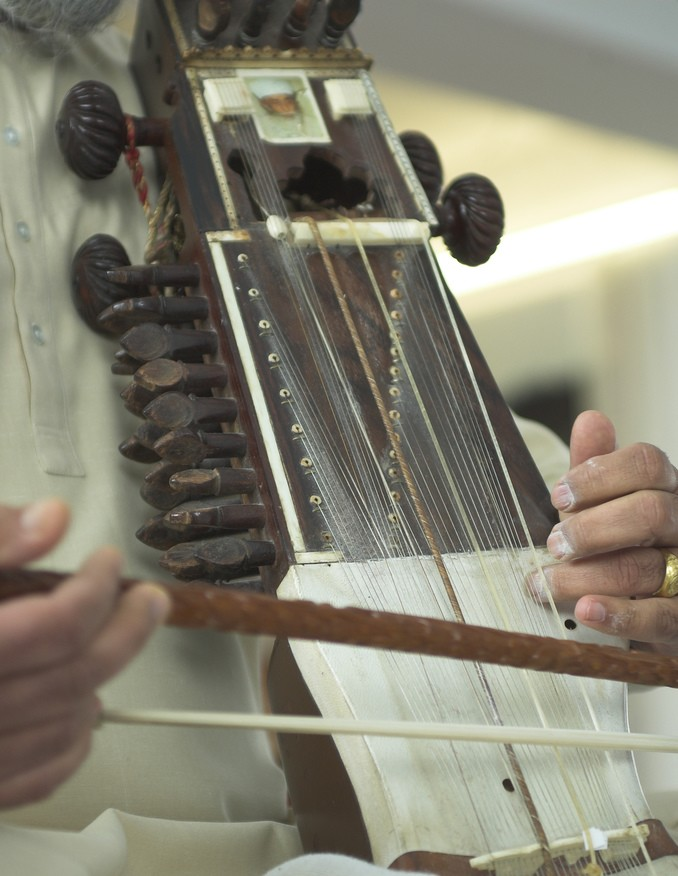
Griffbrett einer klassischen Sarangi. Fingernagelkontakt mit den Saiten. Sarangi-Spieler Surjeet Singh (* 1961 in Delhi)

Die sarangi hat die Form eines Kastens mit etwa 62 bis 68 Zentimetern Länge, 15 Zentimetern Breite und einer Höhe von 11 Zentimetern. Bevorzugt wird indisches Mahagony (Toona ciliata, syn. Cedrela toona, in Indien: Tun) oder Teakholz. Der von der Deckseite ausgehöhlte Resonanzkörper (pet) ist in der Mitte leicht und etwas asymmetrisch tailliert, mit Pergament aus Ziegenhaut bespannt und kaum breiter als das bundlose Griffbrett (pathari). Der breite Hals (chati oder sina) ist einschließlich des Wirbelkastens von der Rückseite ausgehöhlt. Quer um den Korpus ist im unteren Bereich ein Lederstreifen (tasma) gelegt, auf dem der Steg (ghurach, ghoraj) aufgestellt ist. Der Steg ist aus Elfenbein (bei billigen Instrumenten aus Kunststoff) und hat die Form eines Elefanten. Die sarangi hat drei dicke Melodiesaiten aus Darm, gelegentlich noch eine Bordunsaite aus Stahl und 30 bis 40 (meist 35) Resonanzsaiten (tarab) aus Metall (Stahl, Kupfer oder Messing), die über ein Stück Leder an der Unterkante entlang der gesamten Breite des Griffbretts nach oben zu seitlichen Stellschrauben gelenkt werden. Die erste, dickste Melodiesaite auf der rechten Seite heißt sur oder tip, die mittlere pancham oder dor und die dritte Saite kharaj. Die drei Melodiesaiten werden meist auf c – G – C gestimmt, also Grundton – Quinte – Oktave. Eine andere Möglichkeit ist Grundton – Quarte – Oktave. Die Melodiesaiten laufen über den Steg, die Resonanzsaiten durch ein für jede Saite gebohrtes Loch im Steg. 11 dieser Saiten werden in zwei Gruppen bis über den Hauptwirbelkasten hinaus zu Stimmschrauben am oberen Ende geführt. Dies sind die wichtigsten Resonanzsaiten, sie werden auf die Haupttöne (swaras) des zu spielenden Ragas gestimmt. Die anderen Resonanzsaiten sind ebenfalls in zwei Gruppen geteilt: 15 werden chromatisch gestimmt, die übrigen 9 wiederum auf die Töne des Ragas. Beide Gruppen haben einen Tonumfang von etwas über einer Oktave. 
Der Musiker sitzt beim Spiel im Schneidersitz auf dem Boden und hält die sarangi senkrecht vor sich an die linke Schulter gelehnt. Das Instrument wird auf dem Boden oder im Schoß aufgestützt. Der etwa 70 Zentimeter lange Bogen (gaj, gaz oder kamani) aus indischem Palisanderholz (Dalbergia, in Indien: shesham) ist leicht gekrümmt, mit einem dicken Bündel Pferdehaar bespannt und wird mit der rechten Hand gegriffen. Er muss nicht nachgespannt werden. Die Handfläche zeigt nach oben, Mittelfinger und Ringfinger werden zwischen Holzstab und Spannhaare gelegt. Derselbe Bogen wird auch für die drei anderen nordindischen Streichinstrumente mayuri vina, dilruba und esraj verwendet. Die Saiten werden nicht niedergedrückt, sondern von drei Fingern der linken Hand mit der Nageloberseite an der Hautkante seitlich berührt. Dazu müssen die Finger mit Talkum eingerieben werden. Diese Methode erlaubt es, Glissando (meend) zu spielen, wie es im klassischen Dhrupad-Stil üblich ist, und ein starkes Vibrato um eine Note (gamak) zu erzeugen, was ein Merkmal des im 17. Jahrhundert entstandenen Khyal-Stils ist. Der Daumen greift nicht in die Saiten. Je nach Lehrmeinung soll er beim Spiel am Hals festgedrückt werden oder zwecks besserer Beweglichkeit an diesem entlang gleiten.
Die sarangi bietet, gerade mit der Möglichkeit, ein intensives gamak zu produzieren, enorme klangliche Variationsmöglichkeiten, ist aber schwierig zu spielen und verlangt eine hohe Konzentration beim Stimmen. Von allen Instrumenten soll der Klang der sarangi der menschlichen Stimme am nächsten kommen – das Ideal für sämtliche klassische indische Musik. Die sarangi hat einen weichen, aber dennoch scharfen und leicht näselnden Ton. Der Name setzt sich aus sau („hundert“) und rang („Farbe“) zusammen. Ihr werden hundert Klangfarben zugesprochen.

### Regionale Sarangi-Varianten

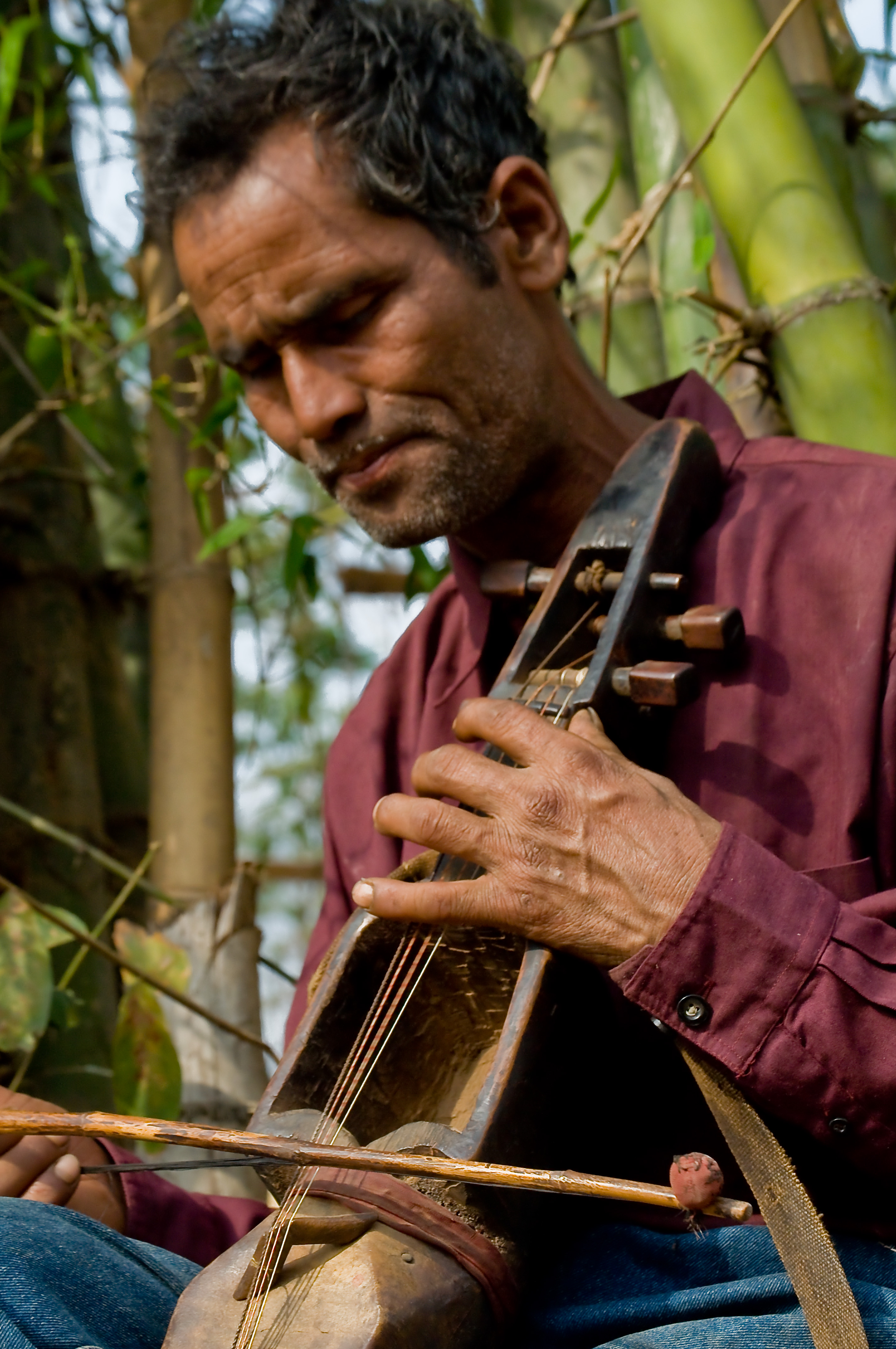
Die nepalesische sarangi mit offenem Resonanzkörper entspricht einer sarinda.

In Nepal ist das am weitesten verbreitete traditionelle Streichinstrument eine sarangi. Damit wird jedoch ein dreisaitiges, der sarinda ähnliches Instrument bezeichnet, mit dem in der Volksmusik Geschichten erzählt werden. Die Gaine, eine Kaste von Bettelmusikern, begleiten mit der sarangi ihren Gesang. Die nepalesische sarangi ersetzte weitgehend die früher verwendete Zupflaute arbajo. Grundsätzlich werden sarangi und sarinda als zwei unterschiedliche Instrumentengruppen betrachtet. Während der Korpus der sarangi einteilig und geschlossen ist, besitzen die sarinda einen, allen Formvarianten gemeinsamen, oberen, zu den Saiten hin offenen Teil des Resonanzkörpers. 
Etwas kleiner als die nepalesische sarangi, aber von derselben Bauform ist die chikara. Ihre drei Saiten werden auf den Grundton, die Quarte und Quinte gestimmt. Hinzu kommen üblicherweise fünf Resonanzsaiten, die auf Quinte, Sexte, Septime, Grundton und den zweiten Ton der höheren Oktave gestimmt werden. Dergleichen Streichlauten spielen im Kathmandutal Wandersänger und Bettler, die in der Newar-Kastengesellschaft zu den Unreinen gehören. Einige halbprofessionelle Musiker arbeiten zugleich als Metzger und Gerber und siedeln am Dorfrand.
In Kaschmir gibt es eine kleine saran oder sarang mit einem rechteckigen, eng taillierten Korpus, zwei Stahl-, zwei Darm- und acht, zehn oder 19 Resonanzsaiten. Sie ähnelt der kaschmirischen gezupften Laute rabab. Beide sind Teil eines Chakari (Chakkari) genannten Ensembles. Die saran ist mit 54 Zentimetern Länge kleiner als die modernen indischen sarangi.
Dhadd sarangi heißt die Streichlaute im Panjab nach dem aus drei Musikern und Sängern bestehenden Dhadi-Ensemble, das zur Begleitung von sarangi und der kleinen Sanduhrtrommel dhadd epische Volkslieder vorträgt. In der religiösen Musik der Sikhs wird die Gruppe um einen Erzähler ergänzt, der von den Taten der als Märtyrer umgekommenen Helden berichtet.

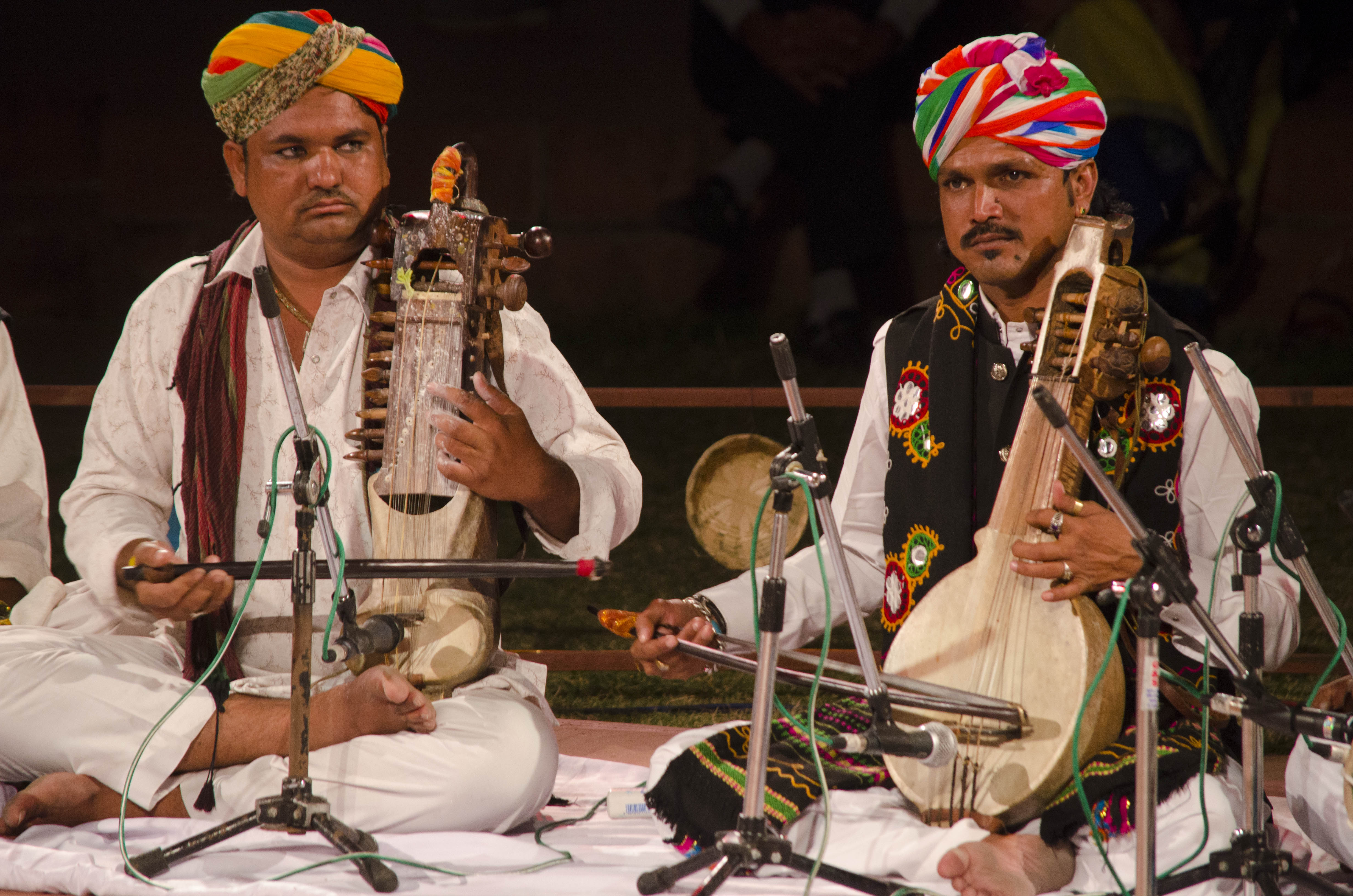
Langa-Musiker mit einer kleinen Sindhi-sarangi und einer Streichlaute kamaica spielen Volksmusik von Rajasthan.

In Gujarat war im 19. Jahrhundert eine altertümliche viersaitige sarangi in Gebrauch, die keine Resonanzsaiten hatte. Die in derselben Region und in Rajasthan im 19. Jahrhundert gespielte Sindhi-Sarangi besaß rund ein Dutzend Resonanzsaiten. Diese Sindhi sarangi ist heute ein etwas einfacheres Instrument und klingt blecherner, ähnelt aber der üblichen Konzert-Sarangi und wird in der Volksmusik Rajasthans von der Doppelfell-Fasstrommel dholak begleitet. Die Sindhi-sarangi mit bis zu 25 Resonanzsaiten wird überwiegend von der Musikerkaste der Langas zusammen mit der dholak eingesetzt. Sie spielen auf Bestellung ihrer Gönner zu deren Familienfeiern und zu Dorffesten. Eine andere Musikerkaste, die teilweise über der Grenze in der pakistanischen Provinz Sindh lebt sind die Manganiyars. Beide Gruppen sind Muslime. Musikalisch unterscheiden sie sich, da die Manganiyars anstelle der sarangi das Streichinstrument kamaica (kamaicha) mit einem kreisförmigen, breiten Korpus verwenden, der an der Oberseite vollständig mit Pergament überzogen (und mit der kamantsche sprachverwandt) ist.
In Adivasi-Regionen von Rajasthan und Madhya Pradesh gibt es verschiedene, zu den sarangi zählende Streichinstrumente, die wie im Nepal chikara genannt werden. Eine chikara hat zwei Melodiesaiten, aus Bronze und Stahl, und sieben Resonanzsaiten. Der Korpus sieht aus wie eine umgedrehte sarinda. Höher entwickelte chikaras, die einer modernen sarangi ähnlicher sehen, heißen wie in Uttar Pradesh zuweilen kingra. Umherziehende Yogis (Kingiriyas) begleiten damit ihre religiösen Lieder.
Eine einfachere, nicht zu den sarangi zählende, jedoch weit verbreitete Gruppe von Streichinstrumenten bilden die ein- bis dreisaitigen Spießlauten, deren Korpus meist aus einer Kokosnusshalbschale besteht. Hierzu gehören die zweisaitige ravanahattha in Gujarat und Rajasthan mit einem Dutzend Resonanzsaiten, die dreisaitige Schalenspießlaute bana in Madhya Pradesh, die als kingri in Andhra Pradesh bekannt ist, die einsaitige banam in Zentralindien und die einsaitige pena im nordostindischen Bundesstaat Manipur.
Es gibt regional weitere Instrumentenarten der sarangi in der Volksmusik, auch die klassische sarangi ist nicht standardisiert. Qualitativ hochwertige Instrumente lassen für Kenner die Meisterwerkstatt erkennen. Als Zentrum der Sarangi-Herstellung gilt Meerut in Uttar Pradesh. Die von heutigen Musikern am meisten geschätzten Instrumente wurden in der Werkstatt von Abdul Aziz Behra († um 1945) gebaut.

## Herkunft
Neben einer mythologischen Herleitung der sarangi und einem vermuteten Ursprung bei der altgriechischen Leier wurde auch eine Entstehung in jüngerer Zeit vorgeschlagen. Demnach käme Miyan Sarang (Niamat Khan) ein Hofmusiker des Mogulkaisers Muhammed Shah Rangila (1702–1748) als Erfinder des Instruments in Frage. Niamat Khan (Niamat bedeutet „Himmel“) war ein verehrter Sänger des Dhrupad, Khyal und Tarana-Gesangsstils.
Der Begriff sārang wird in Afghanistan sowohl für die sarangi als auch für die in der Volksmusik gespielte Streichlaute sarinda aus dem persisch-zentralasiatischen Raum verwendet. Vorläufer der sarangi dürften in dieser Region entstanden sein. Die Entwicklung zum heute gebräuchlichen Instrument geschah in Indien. Eine Herleitung des Namens von der saranga vina, die in alten Sanskrit-Texten zur indischen Musik (wie Narada: Sangita Makaranda, 11. Jahrhundert) erwähnt wird, gilt als wahrscheinlich.
Seit dem 11. Jahrhundert werden (vermutlich) Streichinstrumente in religiösen Texten erwähnt. Der Jaina-Autor Jineshvarasuri erwähnte im Kathakoshaprakarana 1052 erstmals einen Vorläufer der sarangi als Begleitinstrument für den Gesang, ebenso ein anderer Jain im Jahr 1145. Anscheinend dienten sie in deren religiösen Liedern vom 10. bis zum 12. Jahrhundert und in Volksliedern als Begleitung. Unklar bleibt, ob dies Vorfahren des heutigen Instruments waren. Ein sarangi genanntes und definitiv mit dem Bogen gestrichenes Instrument wurde erstmals zur Zeit Akbars um 1588 beschrieben. Abu’l Fazl erklärte in seinem Werk „A’in-i Akbari“, die sarangi sei kleiner als die rabab und würde wie die ghichak gespielt. Es könnte sich um eine Spießgeige gehandelt haben. Ein solches Instrument ohne Resonanzsaiten, das wie ein Vorläufer der heutigen sarangi aussieht, taucht in der Malerei erstmals Anfang des 17. Jahrhunderts auf. Die Abbildung zeigt einen linkshändigen, Sarangi-spielenden Hindu-Asketen, der von der Trommel dhol begleitet wird. Auch bei anderen Miniaturen aus der Mogulzeit wird der sarangi-Spieler im Umkreis heiliger Männer dargestellt. Resonanzsaiten dürften bereits vor dieser Zeit auf indischem Boden erfunden worden sein.
Umherziehende Musikanten begannen ab dem 16. Jahrhundert, ihre religiösen Lieder auf einer einfachen sarangi zu begleiten. Sie wurden nicht geachtet, sondern bestenfalls toleriert. In den Städten konnten sie als Begleiter von Sängern Geld verdienen. Ihr sozialer Rang war deutlich unter den klassisch ausgebildeten Musikern (Binakaras), die Dhrupad auf der rudra vina (auch bin) spielten oder den von Afghanistan eingewanderten rubab-Spielern, den Rababiya, von denen einige hochgeachtet waren, da sie ihren Stammbaum auf den berühmtesten indischen Musiker Tansen (1506–1589) zurückführen konnten. Sarangi-Spieler stammten meist aus den niederen Kasten. Europäische Reisende beschreiben persische und indische edle Tanzmädchen (Kanchanis) an den Mogulhöfen, die hohe Wertschätzung genossen. Nur der eher asketische Aurangzeb versuchte – vergeblich – Tanz- und Musikveranstaltungen zu verbannen. Vom 18. bis zur Mitte des 19. Jahrhunderts war die Blütezeit der sarangi. Für die populären Mädchentänze (Nautch) werden für Südindien als Begleitung zwei sarangi, eine mridangam, eine shrutibox und ein Paar Handzimbeln (jalra) beschrieben. Die europäische Geige ersetzte zuerst in Südindien das einheimische Streichinstrument.
Während die gezupfte rubab in den 1860er Jahren als Soloinstrument der klassischen Musik zur sarod weiterentwickelt wurde, geriet die sarangi in den Ruf, ausschließlich ein Musikinstrument für Tanzaufführungen auf Unterhaltungsniveau (Mehfil) zu sein. In den Palästen lokaler Herrscher (Nawab) und deren städtischen Herrschaftshäusern (Haveli) war die Musik sekundär, die zur Begleitung von Tanzmädchen (Tawaif) gespielt wurde, die zugleich Prostituierte waren. 
Obwohl einige dieser Kurtisanen recht mächtig waren, genossen sie und damit auch ihre Begleiter auf der tabla und der sarangi keinen Respekt. Gewöhnlich waren die Musiklehrer der Kurtisanen sarangi-Spieler. Musiker, die Kurtisanen unterrichteten, hatten indirekten Einfluss auf ihre Gönner, daher war es von Vorteil, eine beliebte Kurtisane zu unterrichten. Der soziale Abstand zwischen dieser Welt des Khyal-Stils und den angesehenen Dhrupad-Musikern verringerte sich, als auch Dhrupad-Sänger begannen, um ihren Lebensunterhalt zu verbessern, Kurtisanen zu unterrichten. Gegen Ende des 19. Jahrhunderts genoss die gesamte indische Musik wenig Ansehen.
In einer Periode zunehmender Dekadenz war es vermutlich dem Einfluss christlicher Kolonialherren oder puritanischer Hindureformer wie den Arya Samaj zu verdanken, dass gegen Ende des 19. Jahrhunderts der Beruf der Kurtisanen verschwand und damit die Sarangi-Spieler arbeitslos wurden. 
Eine Fotografie der 1870er Jahre zeigt eine Gruppe Tanzmädchen zusammen mit vier sarangi- und drei tabla-Spielern. Laut der Bildbeschreibung von Curt Sachs 1915 hatte eine der sarangi 39 Resonanzsaiten. Die heutige Form der sarangi stammt aus der Mitte des 19. Jahrhunderts und wurde wahrscheinlich in Delhi entwickelt. Zu dieser Zeit wurde in Indien das Harmonium eingeführt – eine Erfindung des Franzosen Alexandre-François Debain im Jahr 1840, das sich nach seiner Anpassung an die indischen Bedürfnisse um die Jahrhundertwende den ersten Rang als Begleitinstrument für Sänger eroberte und die schwer spielbare Sarangi verdrängte. Das Harmonium ist schnell verfügbar, da es nicht gestimmt zu werden braucht. Für klassische indische Musiker überwiegen die Nachteile gegenüber der sarangi. Die unverzichtbaren Mikrotöne (shrutis) und Glissandi (meend) sind nicht spielbar, weshalb die Diskussion um den mit der Einführung des Harmoniums einhergehenden Qualitätsverlust der Musik bis heute anhält.
In die klassische Musik, besonders in Südindien, wurde außerdem die europäische Violine übernommen, die spätestens um 1800 ins Land gekommen war. In vielen Musikerfamilien wurde das sarangi-Spiel nicht mehr weitervermittelt. Nach 1950 hörten die meisten sarangi-Spieler auf, ihre Söhne auf diesem Instrument zu unterrichten. Musiker, die Anfang des 20. Jahrhunderts als sarangi-Spieler begonnen hatten, setzten ihre Laufbahn als Sänger fort. Dies wurde ihnen erleichtert, da beim Erlernen jedes Melodieinstruments eine Gesangsausbildung am Anfang steht. Einige der einflussreichsten Sänger waren diesen Weg der „Modernisierung“ gegangen.

### Sarangi-Gharanas
Gharanas (Gharana ist eine Meisterschule einer bestimmten musikalischen Tradition), die für die Tradition des Sarangi-Spiels standen und bis heute damit in Verbindung gebracht werden, sind:
- die Kirana Gharana, deren Ursprung beim Ort Kurukshetra in Haryana liegt und die besonders in Karnataka verbreitet ist,
- die Patiala Gharana aus der gleichnamigen Stadt im Punjab,
- die von dem Sänger Amir Khan (1912–1974) gegründete Indore-Gharana, die bevorzugt den leichten Thumri-Stil pflegt
- und die alte Gharana von Hofmusikern aus Delhi.

Unter den Vorfahren von Abdul Karim Khan (1872–1937), einem der am meisten verehrten indischen Musiker, und von Abdul Wahid Khan (1871–1949) – beide Sänger gründeten die Kirana Gharana – gab es mehrere sarangi-Spieler. Obwohl die Kirana Gharana als sarangi-Gharana angesehen wurde, erklärten ihre Musiker im 19. Jahrhundert dennoch, Dhrupad-Sänger und vina-Spieler (Binakaras) zu sein. Andersherum hatte der Binakara Bande Ali Khan (1826–1890), der als größter rudra-vina-Spieler des 19. Jahrhunderts gilt, drei sarangi-Spieler – Haider Khan, Murad Khan und Nanhe Khan – als Söhne. Sarangi-Spieler führen ihre Abstammungskette zwecks sozialem Prestige auf ihn zurück.
Allgemein übte die sarangi einen großen Einfluss auf den Gesangsstil und die Kombination bestimmter Tonfolgen (tanas) aus. Auch Amir Khan (1912–1974), einer der einflussreichsten Sänger des 20. Jahrhunderts in der nordindischen Musik, orientierte seinen Einsatz von tanas an der Sarangi-Spielweise. Er führte einen extra langsamen Khyal-Gesangsstil (ati-vilambit laya) ein. Die sarangi bleibt vor allem mit dem Thumri-Stil verbunden. Ein weiterer Sänger und ehemaliger sarangi-Spieler war Bade Ghulam Ali Khan (1901–1968).

### Sarangi-Meister im 20. Jahrhundert
Während die sarinda ein Volksmusikinstrument geblieben ist, konnte sich durch den Widerstand einiger Musiker gegen den Trend die Sarangi Anfang des 20. Jahrhunderts in bescheidenem Maß auch als Soloinstrument in der nordindischen Klassik etablieren. Das Verschwinden der sarangi auf breiter Front wurde dadurch nicht verhindert. In den 1970er Jahren gab es nur eine Handvoll Musiker, die eine Karriere als Solo-Musiker erstrebten.
- In der Kleinstadt Jhajjar bei Delhi hat sich in mehreren Musikerfamilien das sarangi-Spiel erhalten. Die bekanntesten sarangi-Spieler dieser ungebrochenen Tradition waren Azim Bakhsh und Abdul Majid Khan.[27] In Delhi waren Ashiq Hussain aus Panipat, Bade Ghulam Sabir Khan († 1962) aus Ambala und Shakur Khan (1905–1975) aus Kirana führend.

- Vom sarangi-Spieler Mamman Khan (um 1859–1940) aus der Delhi-Gharana ging die Familientradition auf seinen Neffen Bundu Khan (1880–1955) über. Dieser war Hofmusiker in Indore und musste nach der Teilung des Landes 1948 nach Pakistan emigrieren. Er machte die sarangi zum klassischen Solo-Instrument.[28] Bundu Khan genoss als erster, in ganz Nordindien bekannter sarangi-Spieler großes Ansehen. Beide traten 1918 bei der prestigeträchtigen zweiten All India Music Conference in Delhi auf. Alle vier Söhne von Mamman Khan wurden jedoch Sänger.

- In der Benares-Gharana wurde die Tradition von Gopal Mishra (1920–1977) weitergetragen. Zu dieser Schule gehört auch sein älterer Bruder Hanuman Prasad Mishra (1913–1999). In Varanasi gab es einige bekannte Vertreter des Thumri-Stils.

- Als bedeutendster sarangi-Meister des 20. Jahrhunderts gilt Ram Narayan (1927–2024) aus Udaipur. Es gelang ihm, aus der Rolle eines Gesangsbegleiters bei All India Radio herauszutreten. Mitte der 1950er Jahre begann er mit Solo-Konzerten. Ab den 1960er Jahren wurde er durch Tourneen in den Vereinigten Staaten und in Europa zum führenden Sarangi-Spieler. Einer seiner Schüler, der in seine Fußstapfen trat, ist Sultan Khan.

Bis in die 1970er Jahre wurde die sarangi auch in der Khyal- und Ghazal-Musik Kabuls verwendet. So spielte in der Band eines  führenden paschtunischen Sängers, Amir Mohammad, neben rubab,  dutār und tabla zur Anreicherung des indischen Klangs eine dilruba oder sarangi.